# 2007–2008-as olasz labdarúgókupa
Az olasz kupa 61. kiírását, a Roma csapata nyerte meg. A döntőt a Stadio Olimpicoban játszották.
A tornán 20 első osztályú valamint 22 másodosztályú csapat vett részt, összesen 42.

## Eredmények

### Első forduló
| 1. csapat | Eredmény       | 2. csapat   |
| --------- | -------------- | ----------- |
| Rimini    | 6–0            | Frosinone   |
| Treviso   | 2–2 (Te.: 6-5) | Lecce       |
| Messina   | 2–2 (Te.: 5-6) | Vicenza     |
| Bari      | 1–0            | AlbinoLeffe |
| Bologna   | 2–1            | Modena      |
| Triestina | 1–0            | Mantova     |
| Piacenza  | 2–0            | Spezia      |
| Ravenna   | 1–0            | Chievo      |
| Genoa     | 2–1            | Grosseto    |
| Avellino  | 0–2            | Ascoli      |
| Napoli    | 4–0            | Cesena      |
| Pisa      | 2–1            | Brescia     |

### Második forduló
| 1. csapat | Eredmény       | 2. csapat |
| --------- | -------------- | --------- |
| Bari      | 2–0            | Vicenza   |
| Bologna   | 1–1 (Te.: 4-5) | Triestina |
| Ravenna   | 1–2            | Piacenza  |
| Ascoli    | 3–2 (hu.)      | Genoa     |
| Rimini    | 3–1            | Treviso   |
| Napoli    | 3–1 (hu.)      | Pisa      |

### Harmadik forduló
A fordulóban csatlakozó csapatok: Atalanta, Cagliari, Catania, Juventus, Livorno, Parma, Reggina, Siena, Torino, Udinese.

| 1. csapat | Eredmény       | 2. csapat |
| --------- | -------------- | --------- |
| Torino    | 3–2 (hu.)      | Rimini    |
| Cagliari  | 2–1            | Siena     |
| Udinese   | 3–0            | Bari      |
| Triestina | 0–0 (Te.: 2-4) | Catania   |
| Napoli    | 1–1 (Te.: 4-3) | Livorno   |
| Ascoli    | 2–1 (hu.)      | Atalanta  |
| Parma     | 1–3            | Juventus  |
| Reggina   | 3–2            | Piacenza  |

### Nyolcaddöntő
A fordulóban csatlakozó csapatok: Empoli, Fiorentina, Internazionale, Lazio, Milan, Palermo, Roma, Sampdoria.

| 1. csapat | Eredmény | 2. csapat      | 1. mérk. | 2. mérk. |
| --------- | -------- | -------------- | -------- | -------- |
| Empoli    | 5–6      | Juventus       | 2–1      | 3–5      |
| Ascoli    | 1–3      | Fiorentina     | 1–1      | 0–2      |
| Cagliari  | 1–4      | Sampdoria      | 1–0      | 0–4      |
| Lazio     | 3–2      | Napoli         | 2–1      | 1–1      |
| Reggina   | 1–7      | Internazionale | 1–4      | 0–3      |
| Torino    | 3–5      | Roma           | 3–1      | 0–4      |
| Udinese   | 1–0      | Palermo        | 0–0      | 1–0      |
| Milan     | 2–3      | Catania        | 1–2      | 1–1      |

### Negyeddöntő
| 1. csapat      | Eredmény  | 2. csapat  | 1. mérk. | 2. mérk. |
| -------------- | --------- | ---------- | -------- | -------- |
| Sampdoria      | 1–2       | Roma       | 1–1      | 0–1      |
| Udinese        | 4–4 (ig.) | Catania    | 3–2      | 1–2      |
| Lazio          | 4–2       | Fiorentina | 2–1      | 2–1      |
| Internazionale | 5–4       | Juventus   | 2–2      | 3–2      |

### Elődöntő
| 1. csapat      | Eredmény | 2. csapat | 1. mérk. | 2. mérk. |
| -------------- | -------- | --------- | -------- | -------- |
| Roma           | 2–1      | Catania   | 1–0      | 1–1      |
| Internazionale | 2–0      | Lazio     | 0–0      | 2–0      |

### Döntő
| 2008. május 24. | Roma                   | 2 – 1 | Internazionale | Stadio Olimpico, Róma Nézőszám: 60,000 Játékvezető: Emidio Morganti |
| 2008. május 24. | Mexés 35' Perrotta 53' | (1–0) | 59' Pelé       | Stadio Olimpico, Róma Nézőszám: 60,000 Játékvezető: Emidio Morganti |

| A 2007–2008-as olasz labdarúgókupa győztese: |
| -------------------------------------------- |
| Roma 9. cím                                  |

## Lásd még
Serie A 2007–2008

Serie B 2007–2008